# اطلاع فیشر

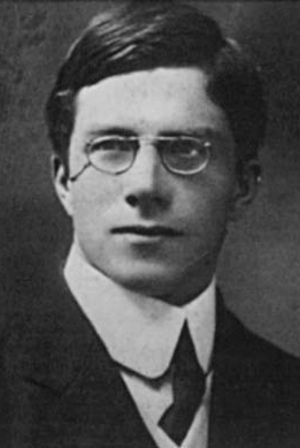
مخترع فیشر

در آمار، اطلاع یا دانستار فیشر برابر است با واریانس نمره. برای متغیر تصادفی X با یک پارامتر مجهول {\displaystyle \theta } اطلاع فیشر برابر است با:
{\displaystyle {\mathcal {I}}(\theta )=\operatorname {E} \left[\left.\left({\frac {\partial }{\partial \theta }}\log f(X;\theta )\right)^{2}\right|\theta \right],}
اگر مشتق مرتبه دوم تابع {\displaystyle \log f(X;\theta )} وجود داشته باشد، آنگاه اطلاع فیشر را می‌توان به صورت زیر نوشت:
{\displaystyle {\mathcal {I}}(\theta )=-\operatorname {E} \left[\left.{\frac {\partial ^{2}}{\partial \theta ^{2}}}\log f(X;\theta )\right|\theta \right]\,.}